# Ardiosteres
Ardiosteres is een geslacht van vlinders van de familie zakjesdragers (Psychidae).

## Soorten
- A. dryophracta Meyrick, 1917
- A. eumelana Turner, 1917
- A. lacerata Meyrick, 1892
- A. moretonella (Walker, 1866)
- A. pectinata Meyrick, 1917
- A. scoteina Turner, 1900
- A. sporocosma Turner, 1917
- A. tetrazona Meyrick, 1920